# Райън Долан
Райън Долан е северноирландски певец, който представя Ирландия на европейския песенен конкурс „Евровизия 2013“. На националната селекция Райън е единственият изпълнител написал самостоятелно песента, с която участва.

## Биография
Роден е на 22 юли 1985 г. в Страбан.
Издава дебютния си албум Frequency на 13 май 2013 г.
Песента на Ирландия, „Only Love Survives“, певецът представя в първия полуфинал на конкурса (14 май 2013) и успява да класира страната на финал. На финала, провел се на 18 май 2013, Ирландия остава на последно място, получавайки 5 точки от общо 3 страни.
Долан публично разкрива, че е гей в интервю с радио RTÉ Radio 1. Според него, винаги е знаел за хомосексуалната си ориентация, но се е страхувал да сподели това с другите по време на ученическите си години.